# 1979 Challenge Cup

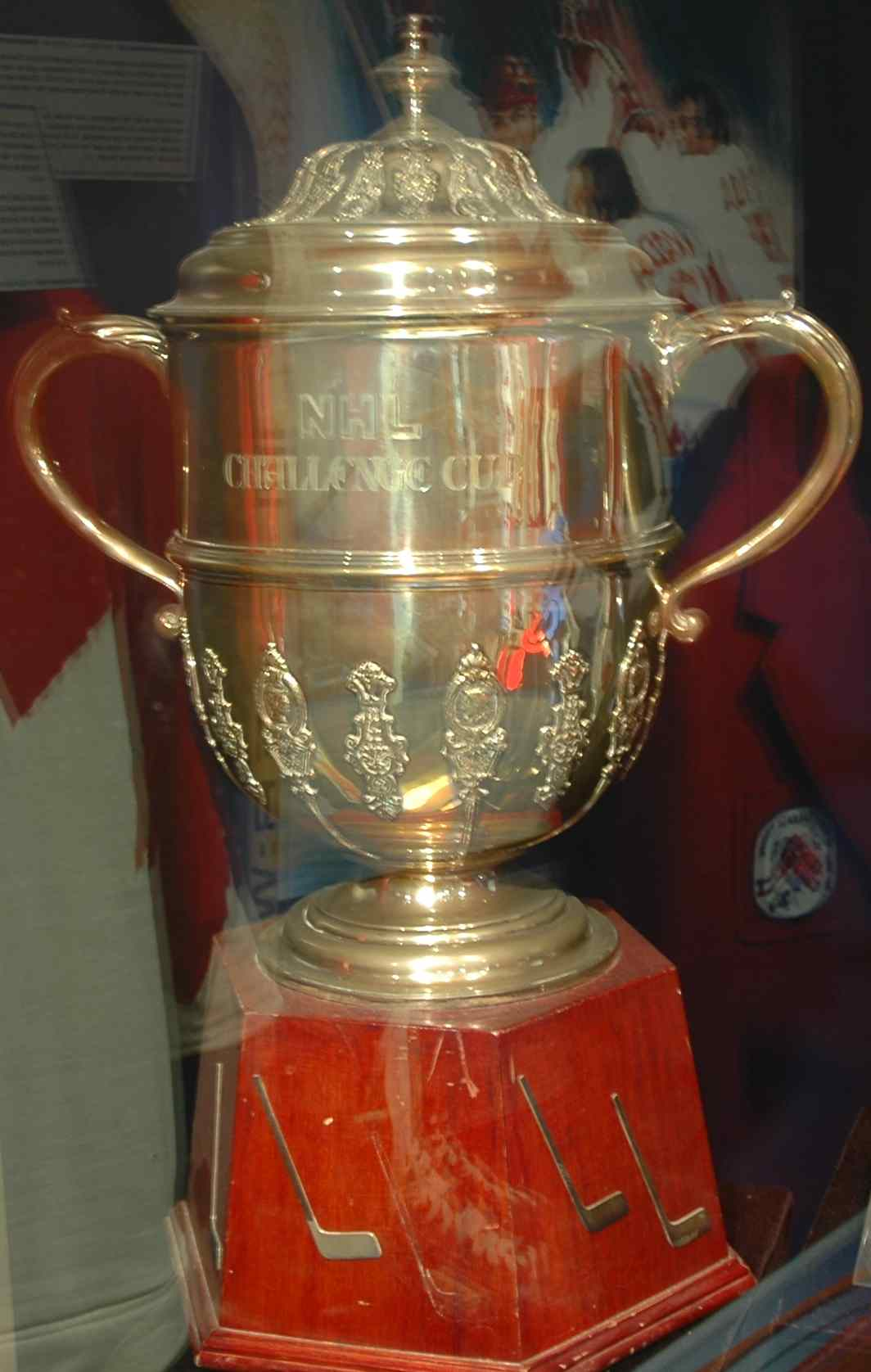
Pohár pro vítěze

1979 Challenge Cup (Vyzývací pohár) byla série tří utkání v ledním hokeji, která se konala 8.-11. února 1979 v Madison Square Garden v New Yorku. Utkaly se v ní výběr National Hockey League a sovětská hokejová reprezentace. Challenge Cup nahradil v této sezóně tradiční NHL All-Star Game; ve výběru NHL bylo 23 Kanaďanů a tři Švédové, stejně jako v All-Star Game zahajovací šestici zvolili fanoušci, trenérem byl Scotty Bowman. V sérii byli úspěšnější hosté, kteří vyhráli dva zápasy ze tří, ten závěrečný rekordním skóre 6:0. 

## Sestavy

### NHL All-Stars
- #10 Guy Lafleur (RW) (Montreal Canadiens)
- #19 Larry Robinson (D) (Montreal Canadiens)
- #23 Bob Gainey (LW) (Montreal Canadiens)
- #22 Steve Shutt (LW) (Montreal Canadiens)
- #11 Gilbert Perreault (C) (Buffalo Sabres)
- #17 Marcel Dionne (C) (Los Angeles Kings)
- #27 Darryl Sittler (C) (Toronto Maple Leafs)
- #8 Lanny McDonald (RW) (Toronto Maple Leafs)
- #16 Bobby Clarke (C) (Philadelphia Flyers) Kapitán
- #20 Bryan Trottier (C) (New York Islanders)
- #25 Mike Bossy (RW) (New York Islanders)
- #9 Clark Gillies (LW) (New York Islanders)
- #4 Barry Beck (D) (Colorado Rockies)
- #18 Serge Savard (D) (Montreal Canadiens)
- #3 Guy Lapointe (D) (Montreal Canadiens)
- Robert Picard (D) (Washington Capitals)
- #5 Denis Potvin (D) (New York Islanders)
- #7 Bill Barber (LW) (Philadelphia Flyers)
- #21 Don Marcotte (LW) (Boston Bruins)
- #35 Tony Esposito (G) (Chicago Blackhawks)
- #29 Ken Dryden (G) (Montreal Canadiens)
- #30 Gerry Cheevers (G) (Boston Bruins)
- Ron Greschner (D) (New York Rangers)
- #26 Börje Salming (D) (Toronto Maple Leafs)
- #12 Ulf Nilsson (C) (New York Rangers)
- #15 Anders Hedberg (RW) (New York Rangers)

### SSSR
- #12 Sergej Starikov (D)
- #22 Viktor Žluktov (F)
- #5 Vasilij Pěrvuchin (D)
- #9 Vladimir Kovin (C)
- #24 Sergej Makarov (RW)
- #10 Michail Varnakov (LW)
- #11 Alexandr Skvorcov (RW)
- #25 Vladimir Golikov (F)
- #23 Alexandr Golikov (F)
- #13 Boris Michajlov (F) Kapitán
- #16 Vladimir Petrov (F)
- #17 Valerij Charlamov (F)
- #7 Gennadij Cygankov (D)
- #6 Valerij Vasiljev (D)
- #8 Sergej Kapustin (F)
- #2 Jurij Fjodorov (D)
- #14 Zinetula Biljaletdinov (D)
- #19 Helmuts Balderis (RW)
- #18 Irek Gimajev (F)
- #21 Viktor Ťumeněv (F)
- #4 Sergej Babinov (D)
- #20 Vladislav Treťjak (G)
- #1 Vladimir Myškin (G)

## Výsledky
| 8. února 1979 | NHL All-Stars | 4 – 2           | Sovětský svaz | Madison Square Garden |
|               | NHL All-Stars | (3:1, 1:0, 0:1) | Sovětský svaz |                       |

| Souhrn zápasu | Souhrn zápasu                                                         | Souhrn zápasu | Souhrn zápasu                                | Souhrn zápasu         |
| ------------- | --------------------------------------------------------------------- | ------------- | -------------------------------------------- | --------------------- |
|               | 0:16 Guy Lafleur 6:22 Mike Bossy 15:48 Bob Gainey 28:14 Clark Gillies |               | 11:25 Boris Michajlov 43:02 Vladimir Golikov | Diváků: 17 438 diváků |

| 10. února 1979 | NHL All-Stars | 4 – 5           | Sovětský svaz | Madison Square Garden |
|                | NHL All-Stars | (2:1, 2:3, 0:1) | Sovětský svaz |                       |

| Souhrn zápasu | Souhrn zápasu                                                                      | Souhrn zápasu | Souhrn zápasu                                                                                                  | Souhrn zápasu         |
| ------------- | ---------------------------------------------------------------------------------- | ------------- | --- | --------------------- |
|               | 13:35 Mike Bossy 18:21 Bryan Trottier 20:27 Gilbert Perreault 25:06 Larry Robinson |               | 8:10 Sergej Kapustin 22:05 Michail Varnakov 37:02 Boris Michajlov 37:47 Sergej Kapustin 41:31 Vladimir Golikov | Diváků: 17 438 diváků |

| 11. února 1979 | NHL All-Stars | 0 – 6           | Sovětský svaz | Madison Square Garden |
|                | NHL All-Stars | (0:0, 0:2, 0:4) | Sovětský svaz |                       |

| Souhrn zápasu | Souhrn zápasu | Souhrn zápasu | Souhrn zápasu | Souhrn zápasu         |
| ------------- | ------------- | ------------- | --- | --------------------- |
|               |               |               | 25:47 Boris Michajlov 27:44 Viktor Žluktov 48:44 Helmuts Balderis 50:21 Vladimir Kovin 52:44 Sergej Makarov 54:46 Alexandr Golikov | Diváků: 17 545 diváků |